# Geladura
Geladura ou úlcera de frio é uma condição caracterizada pela congelação da pele ou de outros tecidos causada pela exposição a baixas temperaturas. O sintoma inicial é geralmente Perda de sensibilidade na área afetada, que pode ser seguido de entorpecimento e pele de tom azul ou branco. Durante o tratamento pode ocorrer tumefação ou aparecimento de bolhas. As áreas afetadas com maior frequência são as mãos, pés e rosto.  Entre as possíveis complicações estão a hipotermia e síndrome compartimental.

## Causa e diagnóstico
O risco é maior em pessoas expostas a baixas temperaturas durante períodos prolongados de tempo, como entusiastas de desportos de inverno, pessoal militar e pessoas sem-abrigo. Entre outros fatores de risco estão o consumo de bebidas álcoolicas, fumar, perturbações mentais, alguns medicamentos e antecedentes de lesões causadas pelo frio. O mecanismo subjacente envolve lesões provocadas por cristais de gelo e trombos nos pequenos vasos sanguíneos causados pelo degelo. O diagnóstico baseia-se nos sintomas.  A gravidade da condição pode ser classificada em superficial (1º e 2º graus) ou profundo (3º e 4º graus).  Em alguns casos são usados exames de cintigrafia óssea e ressonância magnética para ajudar a avaliar a extensão das lesões.

## Prevenção e tratamento
A prevenção consiste em evitar a exposição a baixas temperaturas, em usar vestuário adequado, em manter-se hidratado e nutrido, e em manter-se ativo, mas sem ficar exausto. O tratamento consiste no reaquecimento. O reaquecimento só deve ser realizado quando não há o risco de nova congelação. Não é recomendado esfregar ou aplicar neve na área afetada. Geralmente recomenda-se a administração de ibuprofeno e da vacina contra o tétano. Em lesões graves podem ser administrados iloprosta ou trombolíticos. Em alguns casos pode ser necessária cirurgia. No entanto, a amputação é geralmente adiada por alguns meses de modo a se poder avaliar a extensão das lesões.

## = Epidemiologia e história
Desconhece-se o número de casos de geladuras. Entre os montanhistas, a incidência pode chegar aos 40% em cada ano. A idade mais comum das pessoas afetadas é entre os 30 e os 50 anos de idade. As evidências mais antigas da ocorrência de geladuras datam de há 5000 anos. A primeira descrição formal da condição foi feita em 1814 por Dominique Jean Larrey, médico no exército de Napoleão Ao longo da história, as geladuras tiveram um impacto significativo em diversos conflitos armados.